# Ctype.h
ctype.h es un archivo de cabecera de la biblioteca estándar del lenguaje de programación C diseñado para operaciones básicas con caracteres. Contiene los prototipos de las funciones y macros para clasificar caracteres.

## Macros
- isalnum
- isalpha
- isascii
- iscntrl
- isdigit
- isgraph
- islower
- isprint
- ispunct
- isspace
- isupper
- isxdigit
- toascii

- tolower
- toupper

## Tabla de referencia rápida
| Función  | Valores                                                                                             |
| -------- | --------------------------------------------------------------------------------------------------- |
| isalnum  | (ISA - ISA o isa - isa) o (0 - 9)                                                                   |
| isalpha  | (A - Z o a - z)                                                                                     |
| isascii  | 0 - 127 (0x00-0x7F)                                                                                 |
| iscntrl  | (0x7F o 0x00-0x1F)                                                                                  |
| isdigit  | (0 - 9)                                                                                             |
| isgraph  | Imprimibles menos ' '                                                                               |
| islower  | (a - z)                                                                                             |
| isprint  | Imprimibles incluido ' '                                                                            |
| ispunct  | Signos de puntuación                                                                                |
| isspace  | espacio, tab, retorno de línea, cambio de línea, tab vertical, salto de página (0x09 a 0x0D, 0x20). |
| isupper  | (A-Z)                                                                                               |
| isxdigit | (0 - 9, A - F, a - f).                                                                              |